# Ioan Păcurariu
Ioan Păcurariu (n. 10 septembrie 1869, Cetate – d. secolul XX) a fost un delegat în Marea Adunare Națională de la Alba Iulia, organismul legislativ reprezentativ al „tuturor românilor din Transilvania, Banat și Țara Ungurească”, cel care a adoptat hotărârea privind Unirea Transilvaniei cu România, la 1 decembrie 1918.:p.126

## Biografie

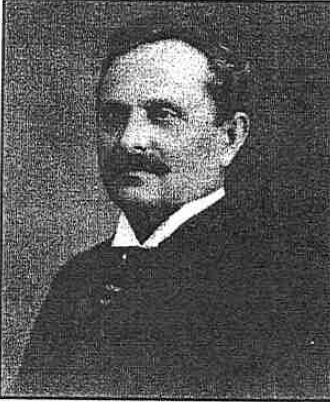
Portretul lui Ioan Păcurariu

Ioan Păcurariu a finalizat studiile Facultății de Filosofie din Cluj, ulterior, activând ca profesor.:p.126

## Activitatea profesională
Înainte de 1918, Ioan Păcurariu a fost președinte al Despărțământului Năsăud al ASTREI. După 1918, Ioan Păcurariu a fost profesor la Năsăud.:p.126

## Activitatea politică

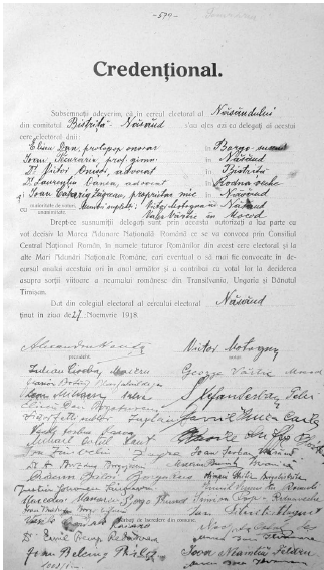
Credențional pentru cercul electoral Năsăud, în care scrie că Ioan Păcurariu a fost ales deputat în Marea Adunare Națională de la Alba Iulia, așa cum se poate vedea pe prima coloană din partea stângă-sus a documentului

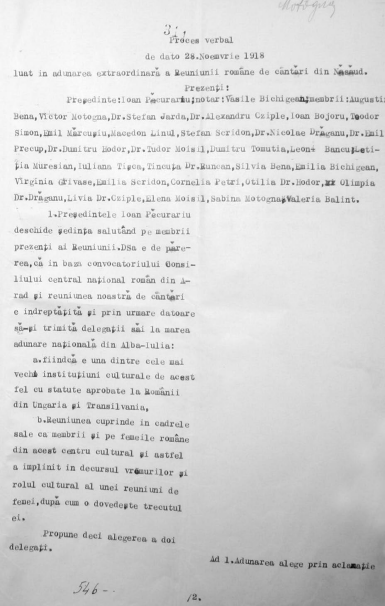
Credențional – Reuniunea română de cântări din Năsăud, în care scrie că Ioan Păcurariu, ca președinte al Reuniunii, a propus alegerea a doi deputați pentru Marea Adunare Națională de la Alba Iulia

Conform unui proces-verbal datat la 4 noiembrie 1918, la Năsăud, Ioan Păcurariu a luat parte la o adunare de constituire a Comitetului Național și a Gărzii Naționale Române din Năsăud.:p.108-109.În anul 1918, Ioan Păcurariu a fost membru al Consiliului Național Român Central, la nivelul localității Năsăud.:p.126.Conform unui credențional datat la 27 noiembrie 1918, profesorul Ioan Păcurariu a fost ales delegat în Marea Adunare Națională de la Alba-Iulia, din 1 decembrie 1918, din partea cercului electoral Năsăud, alături de protopopul Eliseu Dan, avocatul Victor Onișor, avocatul Laurențiu Oanea și proprietarul Ioan Catarig Zăgrean.:p.316-317.
De asemenea, potrivit unui proces-verbal datat la 28 noiembrie 1918, numele lui Ioan Păcurariu apare menționat, în calitate de președinte al Reuniunii române de cântări din Năsăud, în cadrul unei adunări în care s-a propus alegerea a doi delegați din partea acestui organism, și anume, alegerea lui Victor Motogna și a lui Augustin Bena.:p.322-323.Se remarcă și o scrisoare pe care Iulian Marțian, comandant al Gărzii Naționale din Năsăud, i-a trimis-o lui Ioan Păcurariu, la data de 15 iulie 1919, cu privire la plata hranei și băuturii membrilor Gărzii Naționale Năsăud.:p.275-277. După 1918, a fost senator în Senatul României.:p.126

## Viața personală
Ioan Păcurariu a fost căsătorit cu Sabina Păcurariu.:p.207

## Publicații
Ioan Păcurariu a publicat Despre efectul artei la Brașov, în 1903, Elemente de estetică la Năsăud, în 1909, și Cugetări asupra factorilor evoluțiunii istorice a popoarelor, în Raportul Gimnaziului superior fundațional din Năsăud, în perioada 1901-1902.:p.126